# Irena Conti Di Mauro
Irena Conti Di Mauro, również Irena Gelblum, Irena Conti, Irena Waniewicz (ur. prawdopodobnie 1923 w Warszawie, zm. 26 października 2009 w Konstancinie-Jeziornie) – uczestniczka walk w powstaniu warszawskim, polsko-włoska dziennikarka, pisarka, poetka. Była członkinią Międzynarodowej Kapituły Orderu Uśmiechu, gdzie reprezentowała państwo włoskie.

## Życiorys
Jej matką była Jenta (Janina, 1889–1942) z domu Krongold, córka Wolfa Krongolda (właściciela m.in. słynnej warszawskiej kamienicy) i Brajdli Zylbersztejn, jej rodzina posiadała też majątek ziemski. 
Podawała różne daty urodzenia: 25 października 1923, 31 października 1925, 1931 lub 1933. W czasie wojny straciła brata i rodziców, którzy zginęli w getcie warszawskim.
Była członkinią Żydowskiej Organizacji Bojowej i jej łączniczką. Przenosiła pieniądze ukrywających się w Warszawie Żydów, szukała dla nich kryjówek, przeprowadzała ich przez miasto. Przez Marka Edelmana nazywana była „Irką Wariatką” ze względu na niezwykłe bohaterstwo i odwagę. Przed 1943 mieszkała przy ul. Pańskiej 5. Tam ukrywała broń. Getto opuściła przed wybuchem powstania i działała w konspiracji poza jego murami. Po upadku powstania w jej mieszkaniu przebywali czasowo członkowie Żydowskiej Organizacji Bojowej.
Uczestniczyła w powstaniu warszawskim. Za zasługi została odznaczona Krzyżem Walecznych.
Po wojnie często zmieniała miejsca pobytu. Współpracowała z żydowskimi Mścicielami, tajną antynazistowską organizacją. Działała w Niemczech, ale nie wiadomo, w jakim charakterze. Wówczas, ale i w czasie wojny, współpracowała z Symchą Rotemem, z którym była w związku.
Potem wyjechała do Palestyny. Została zatrzymana przez Brytyjczyków w obozie dla uchodźców. Następnie w Hajfie pracowała w gastronomii.

W 1948 wróciła do Polski pod nazwiskiem Conti. Za namową Marka Edelmana rozpoczęła studia na Akademii Medycznej w Warszawie. W 1950 wyszła za mąż za Ignacego Waniewicza (pierwotnie Weinberg, ale namówiła go na zmianę nazwiska). Urodziła córkę Jankę. Pracowała jako dziennikarka w prasie młodzieżowej, początkowo w „Pokoleniu”, potem w „Nowej Wsi”.

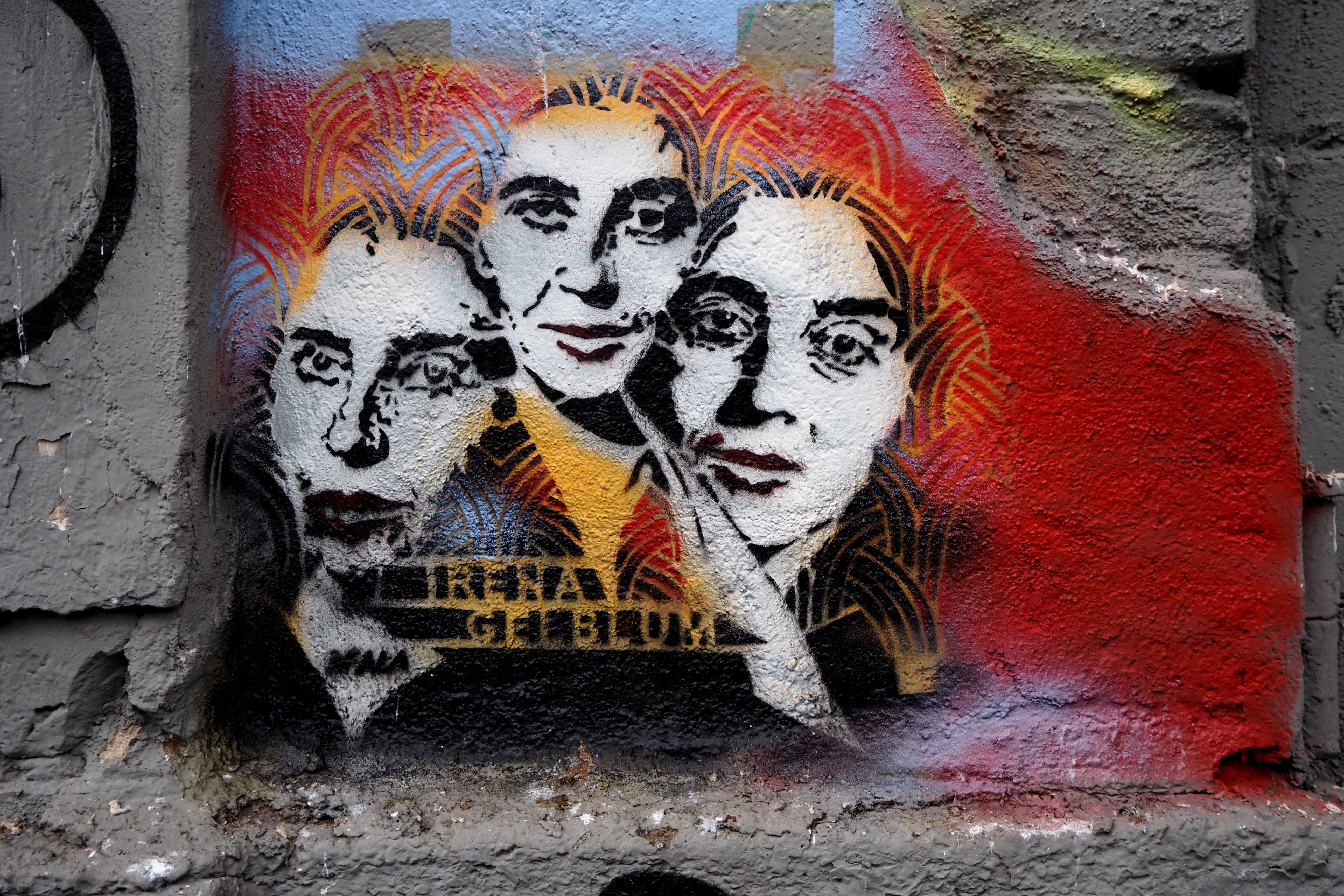
Szablon autorstwa 3fali przedstawiający Irenę Gelblum wykonany na warszawskiej Woli

Z Polski wyjechała w 1968 na fali antysemickiej kampanii, gdy zwolniono ją z pracy. Po rozwodzie z Waniewiczem wyszła za Antonia di Mauro, redaktora organu prasowego włoskiej komunistycznej partii „l'Unita”. Mając włoskie dokumenty, wyemigrowała. Małżeństwo przetrwało 2 lata. Przed wyjazdem do Włoch poznała innego mężczyznę, z którym była związana do swej śmierci. 
Studiowała literaturę. Skończyła Instytut Dantego w Rzymie i uniwersytet dla cudzoziemców w Perugii. Tłumaczyła na język włoski wiersze ks. Jana Twardowskiego, przekładała prozę, opracowała antologie poezji polskiej po włosku, pracowała jako dziennikarka, pisała wiersze. Po 1980 zaczęła pisać i wydawać w języku polskim.
Pod koniec życia wróciła do Polski. Została pochowana na cmentarzu komunalnym Północnym (kwatera S-X-4-14-11).

## Twórczość
W późniejszych latach ukrywała swoją przeszłość i przedstawiała się jako polska poetka włoskiego pochodzenia.
Jako Irena Conti była autorką książek poetyckich, reportaży literackich i opowiadań, tłumaczka poezji, m.in. ks. Jana Twardowskiego. Była cytowana m.in. przez papieża Jana Pawła II i ks. Jana Twardowskiego.
Jej polskie wiersze ukazały się nakładem wydawnictwa „Czytelnik” w tomach: „Ziemia nieobiecana” i „Cztery pory pieśni nieustającej” oraz w wydawnictwie PIW „I tylko miłość...”, „Miłość-Czułość-Dobroć” i „Miłość-Pokora-Pojednanie”, składające się na „Trylogię Sycylijską”.

## Publikacje
- „I tylko miłość...”, Irena Conti, PIW, Warszawa 2002, ISBN 83-06-02863-5.
- „Miłość-czułość-dobroć”, Irena Conti Di Mauro, PIW, Warszawa 2003, ISBN 83-06-02914-3.
- „Miłość-pokora-pojednanie”, Irena Conti Di Mauro, PIW, Warszawa 2004, ISBN 83-06-02933-X.
- „Lubię codzienność”, Irena Conti Di Mauro, Polski Instytut Wydawniczy, Warszawa 2005, ISBN 83-89700-34-4.
- „Kiedy mówisz, że kochasz”, Jan Twardowski, tłumaczenie Irena Conti Di Mauro, Polski Instytut Wydawniczy, Warszawa 2006, ISBN 978-83-89700-41-4.
- „I co teraz z tą miłością? 40 lat Orderu Uśmiechu.”, Irena Conti Di Mauro, Wstęp „Do Autorki” oraz „40 lat Orderu Uśmiechu” – Marek Michalak, Fundacja SERCE – ECPD, Warszawa 2007, ISBN 978-83-925723-8-1.

## Działalność charytatywna
Cały dochód ze sprzedaży „Trylogii Sycylijskiej” przekazała na zakup okien do budowanego w Świdnicy Europejskiego Centrum Przyjaźni Dziecięcej. W 2007 na ten cel przeznaczyła cały dochód ze sprzedaży książki „I co teraz z tą miłością?” wydanej na 40-lecie Orderu Uśmiechu.

## Nagrody i wyróżnienia
Za swoją działalność w dziedzinie zbliżania kultur polskiej i włoskiej uhonorowana została wieloma nagrodami i wyróżnieniami, m.in. we Włoszech Złotym Medalem Amnesty International przy Nagrodzie Literackiej im. Luigi Russo, Nagrodą Poezji i Krytyki miasta Tagliacozzo, główną nagrodą na XV Biennale di Poesia Ascendista w Messynie, Nagrodą Poetycką im. Elio Vittorini na Sycylii za liryki; w Polsce – odznaką honorową „Zasłużony dla Kultury Polskiej”, nagrodą literacką ZAiKS-u dla tłumaczy (1977), nagroda międzynarodowego Listopada Poetyckiego w Poznaniu oraz za działalność charytatywną na rzecz dzieci – Nagrodą Humanitarna Victoria 2002, statuetką Dziecięcej Nagrody „Serca” oraz w 2007 roku Orderem Uśmiechu.
Była członkiem Akademii Historii i Literatur Słowiańskich im. Adama Mickiewicza w Bolonii, członkiem honorowym Heraldycznej Akademii Sztuki i Literatury „La Crisalide” w Katanii, członkiem – profesorem honoris causa Akademii św. Łukasza w Antwerpii.

## Upamiętnienie
Jest bohaterką biografii Wybór Ireny (2014)  i Trzy życia Ireny Gelblum (2023, wstęp prof. Norman Davies i Marian Turski), które napisał Remigiusz Grzela.
Jest jedną z bohaterek biograficznej książki Tadeusza Belerskiego Kawalerowie Orderu Uśmiechu wydanej w 2013 roku.
W 2020, w związku z 78. rocznicą wybuchu powstania w getcie warszawskim, przy metrze Centrum odsłonięto mural poświęcony kobietom walczącym w powstaniu. Została tam upamiętniona jako jedna z 9 Żydówek.